# Regadenozon
{{Drugbox-lat
| Verifiedfields = 
| verifiedrevid = 413312613
| IUPAC_name = 2-{4-[(metilamino)karbonil]- 1H-pirazol-1-il}adenozin
| image = Regadenoson structure.svg
| width = 300
| image2 =
| width2 =
| tradename =  
| Drugs.com = Multum, informacije za potrošače
| licence_US = Regadenoson
| pregnancy_AU = 
| pregnancy_US = C
| pregnancy_category =  
| legal_AU = 
| legal_CA = 
| legal_UK = 
| legal_US = Rx-only
| legal_status =  
| routes_of_administration = Intravenozno
| bioavailability =  
| protein_bound =  
| metabolism =  
| elimination_half-life =  
| excretion =  
| CAS_number_Ref =  
| CAS_number = 313348-27-5
| CAS_supplemental = 875148-45-1 
| ATC_prefix = C01
| ATC_suffix = EB21
| ATC_supplemental =  
| PubChem = 219024
| IUPHAR_ligand =
| DrugBank_Ref =  
| DrugBank =  
| UNII_Ref =  
| UNII = 7AXV542LZ4
| KEGG_Ref =  
| KEGG = D05711
| ChEMBL_Ref =  
| ChEMBL = 1201750
| chemical_formula =  
| C=15 | H=18 | N=8 | O=5 
| molecular_weight = 390,354 g/mol
| smiles =
| StdInChI_Ref =  
| StdInChI = 
| StdInChIKey_Ref =  
| StdInChIKey = 
| synonyms = 1-[6-amino-9-[(2R,3R,4S,5R)-3,4-dihidroksi-5-(hidroksimetil)oksolan-2-il]purin-2-il]- N-metilpirazol-4-karboksamid
}}
Regadenoson (CVT-3146) je agonist A2A adenozinskog receptora koji je koronarni vazodilatator. On brzo proizvodi maksimalnu hiperemiju i održava je tokom optimalne dužine dejstva koja je praktična za radionuklidno miokardijalno perfuziono snimanje.
On je odobren od strane FDA 2008. i u prodaji je pod imenom Leksisken. On je isto tako odobre u Evropskoj zajednici, gde je u prodaju pod imenom Rapiskan.

## Spoljašnje veze
|  | Molimo Vas, obratite pažnju na važno upozorenje u vezi sa temama iz oblasti medicine (zdravlja). |